# Götaland

Götaland (tiếng Thụy Điển: [jo ː taland (nghe)), Gothia, Gothland, Gothenland, Gautland hoặc Geatland là một trong ba vùng đất của Thụy Điển và bao gồm các tỉnh. Götaland nằm ở phía nam của Thụy Điển, bao quanh ở phía bắc Svealand với rừng sâu Tiveden, Tylöskog và Kolmården đánh dấu biên giới.
Götaland đã từng bao gồm các vương quốc nhỏ, cư dân của nó được gọi là Gautar ở Old Bắc Âu. Nói chung là đồng ý rằng đây là những giống như Geatas, người của Beowulf anh hùng trong sử thi quốc gia của Anh cùng tên. Khu vực này cũng là nguồn gốc truyền thống của những người Goth, và do đó của văn hóa Đức.